# Valdizarbe
La Valdizarbe —menos frecuentemente Valle de Ilzarbe— (Izarbeibar en euskera batua y Izarbeibarra en la variedad local) es un valle histórico situado en la Comunidad Foral de Navarra, España, al suroeste de la capital Pamplona. La totalidad de esta comarca pertenece a la Merindad de Pamplona. Está surcado de norte a sur por el río Arga y de este a oeste por el río Robo, además de por el Camino de Santiago, que ha dejado un rico patrimonio cultural y artístico.
Se asientan doce localidades que acogen a más de 5.600 habitantes.

## Geografía
Situación
La Valdizarbe está situado al sur de la Sierra del Perdón y al norte de los montes de Nekeas (donde se halla el dolmen más meridional de los que existen en la comunidad foral y el poblado romano de Andelos). Se encuentra atravesada en su zona occidental por el tramo medio del río Arga, en cuya margen izquierda se halla la población con mayor población de la zona, Puente la Reina, y en cuyo casco urbano, precisamente, desemboca el río Robo en el río Arga, articulando el resto del valle en dirección este-oeste.  
Por el este se encuentran la Sierra del Carrascal y pequeñas localidades y por el oeste Val de Mañeru. 
Flora y fauna
Valdizarbe es tierra de pinos y encinas, de chopos, robles y abedules, de romero, tomillo y espliego.
Podemos encontrar jabalíes y zorros con conejos y liebres, la perdiz y el milano con cernícalos y águilas culebreras, el cormorán y la garza real, con las cigüeñas.
Fundamentalmente cerealista, con extensiones de regadío.

## Historia
En la Edad Media, sanjuanistas y templarios poseían territorios en Valdizarbe. En 1396 le fue concedida a la villa caminera de Puente la Reina el privilegio de asiento en Cortes, así como ser villa de mercado los miércoles y tener una feria anual.
A lo largo de la historia han pasado por este valle desde las huestes del califa Abderramán III, en el siglo X, hasta las guerrilleras de Espoz y Mina en la lucha de la independencia contra los franceses, así como los ejércitos enfrentados en las guerras carlistas.

## Demografía

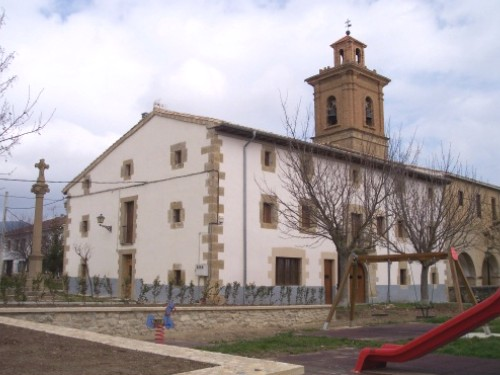
Vista de la localidad de Adiós.

### Evolución de la población
| Gráfica de evolución demográfica de Valdizarbe entre 1900 y 2011                                          |
| |
| Población de derecho (1900-1991) o población residente (2001-2011) según los censos de población del INE. |

## Municipios

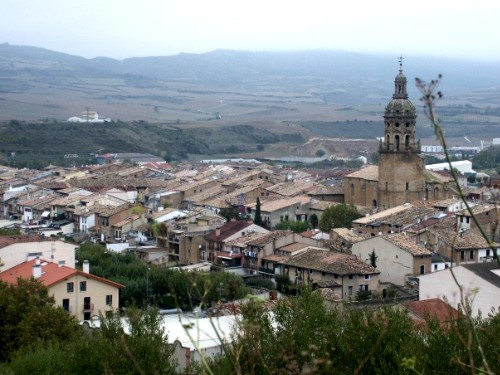
Puente la Reina, el mayor núcleo de población del Valle.

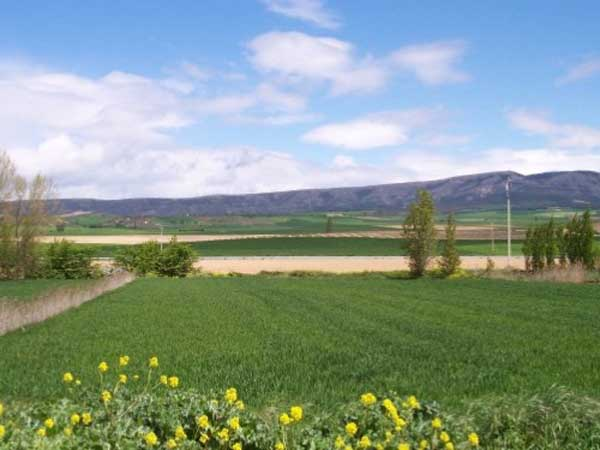
Vista desde Eunate.

| Municipios      | Población 2011 (INE) | Superficie (km²) | Densidad (habkm²) |
| --------------- | -------------------- | ---------------- | ----------------- |
| Adiós           | 185                  | 7,72             | 24,1              |
| Añorbe          | 562                  | 24,10            | 23,3              |
| Biurrun-Olcoz   | 222                  | 15,69            | 14,1              |
| Enériz          | 351                  | 9,45             | 37,1              |
| Legarda         | 119                  | 8,30             | 14,4              |
| Muruzabal       | 288                  | 5,94             | 48,5              |
| Obanos          | 926                  | 19,7             | 47,0              |
| Puente la Reina | 2.877                | 39,7             | 72,5              |
| Tirapu          | 53                   | 5,62             | 9,4               |
| Úcar            | 179                  | 9,23             | 19,4              |
| Uterga          | 205                  | 9,23             | 22,2              |

## Administración
Algunos de los municipios que forman la comarca están integrados en la Mancomunidad de Valdizarbe, un ente local supramunicipal que gestiona los servicios del ciclo integral del agua, y recogida y tratamiento de residuos urbanos. A esta mancomunidad pertenecen también otros municipios de la Zona Media de Navarra.